# Frosinone Calcio 2021-2022
Questa voce raccoglie le informazioni riguardanti il Frosinone Calcio nelle competizioni ufficiali della stagione 2021-2022.

## Stagione
Nella stagione 2021-2022 il Frosinone disputa il campionato di Serie B dopo il decimo posto nella stagione precedente. Prende parte alla Coppa Italia dai trentaduesimi di finale. La panchina è stata affidata nuovamente a Fabio Grosso.
La stagione del Frosinone comincia ad agosto con la Coppa Italia, dalla quale i ciociari vengono estromessi pareggiando (1-1) dopo i tempi supplementari, ma perdendo (8-7) ai tiri di rigore contro il Venezia. In campionato i ciociari raccolgono 50 punti con il nono posto, con gli stessi punti ma con l'ottavo posto, dovuto al vantaggio negli scontri diretti, il Perugia va a disputare i Play-off. In fatto di reti arriva in doppia cifra firmandone 10 in campionato il francese Gabriel Charpentier, miglior marcatore stagionale dei gialloblù.

## Divise e sponsor
Lo sponsor ufficiale per la stagione 2021-2022 è la Banca Popolare del Frusinate, mentre lo sponsor tecnico è il marchio Zeus Sport.
| Casa |

## Organigramma societario
Area direttiva
- Presidente: Maurizio Stirpe
- Consigliere delegato area finanza e direttore area finanza: Rosario Zoino
- Consigliere: Francesco Velletri

Area organizzativa
- Responsabile: Pietro Doronzo
- Segreteria: Pierluigi D'Agostini
- Delegato alla sicurezza: Maurizio Ferrante
- Responsabile stewart: Sergio Pinata

Area comunicazione
- Responsabile: Massimiliano Martino
- Ufficio stampa: Giovanni Lanzi, Clara Papa

Area marketing
- Direttore: Salvatore Gualtieri
- Ufficio marketing: Federico Casinelli, Ugo Scuotto
- Segreteria: Anna Fanfarillo, Sara Recchia

Area tecnica
- Direttore sportivo: Guido Angelozzi
- Allenatore: Fabio Grosso
- Allenatore in seconda: Stefano Morrone
- Responsabile settore giovanile: Alessandro Frara

## Rosa
Sono in corsivo i calciatori che hanno lasciato la società a stagione in corso.
| N. |                        | Ruolo | Calciatore          |
| -- | ---------------------- | ----- | ------------------- |
| 1  | Italia (bandiera)      | P     | Federico Ravaglia   |
| 2  | Gabon (bandiera)       | D     | Anthony Oyono       |
| 3  | Danimarca (bandiera)   | D     | Lukas Klitten       |
| 4  | Albania (bandiera)     | D     | Sergio Kalaj        |
| 5  | Italia (bandiera)      | C     | Mirko Gori          |
| 6  | Italia (bandiera)      | D     | Federico Gatti      |
| 7  | Svezia (bandiera)      | C     | Marcus Rohdén       |
| 8  | Italia (bandiera)      | C     | Raffaele Maiello    |
| 9  | Francia (bandiera)     | A     | Gabriel Charpentier |
| 10 | Italia (bandiera)      | A     | Pietro Iemmello     |
| 11 | Italia (bandiera)      | D     | Francesco Zampano   |
| 12 | Italia (bandiera)      | P     | Paolo Bastianello   |
| 15 | Italia (bandiera)      | C     | Hamza Haoudi        |
| 16 | Italia (bandiera)      | C     | Luca Garritano      |
| 17 | Italia (bandiera)      | C     | Emanuele Cicerelli  |
| 18 | Stati Uniti (bandiera) | A     | Andrija Novakovich  |
| 19 | Italia (bandiera)      | C     | Alessio Tribuzzi    |
| 20 | Malta (bandiera)       | A     | Alexander Satariano |
| 21 | Italia (bandiera)      | C     | Daniel Boloca       |
| 22 | Italia (bandiera)      | P     | Victor De Lucia     |
| 22 | Italia (bandiera)      | P     | Giuseppe Marcianò   |

| N. |                                 | Ruolo | Calciatore           |
| -- | ------------------------------- | ----- | -------------------- |
| 23 | Italia (bandiera)               | D     | Nicolò Brighenti     |
| 24 | Italia (bandiera)               | A     | Alessio Zerbin       |
| 25 | Polonia (bandiera)              | D     | Przemysław Szymiński |
| 26 | Croazia (bandiera)              | C     | Karlo Lulić          |
| 27 | Italia (bandiera)               | A     | Luigi Canotto        |
| 28 | Italia (bandiera)               | A     | Camillo Ciano        |
| 29 | Italia (bandiera)               | D     | Matteo Cotali        |
| 30 | Italia (bandiera)               | D     | Federico Bevilacqua  |
| 31 | Italia (bandiera)               | A     | Matteo Ardemagni     |
| 32 | Italia (bandiera)               | D     | Salvatore D'Elia     |
| 34 | Italia (bandiera)               | C     | Andrea Tabanelli     |
| 37 | Slovenia (bandiera)             | D     | Luka Koblar          |
| 41 | Italia (bandiera)               | A     | Alessandro Selvini   |
| 43 | Serbia (bandiera)               | D     | Milan Kremenovic     |
| 44 | Bosnia ed Erzegovina (bandiera) | D     | Adrian Leon Barišić  |
| 47 | Italia (bandiera)               | D     | Alessio Maestrelli   |
| 77 | Austria (bandiera)              | C     | Marko Bozic          |
| 78 | Italia (bandiera)               | A     | Giacomo Manzari      |
| 88 | Italia (bandiera)               | C     | Matteo Ricci         |
| 94 | Italia (bandiera)               | P     | Stefano Minelli      |
| 95 | Argentina (bandiera)            | D     | Tiago Casasola       |

## Calciomercato

### Sessione estiva (dall'1/7 al 31/8)
| Acquisti | Acquisti            | Acquisti           | Acquisti                                                   |
| R.       | Nome                | da                 | Modalità                                                   |
| -------- | ------------------- | ------------------ | ---------------------------------------------------------- |
| P        | Paolo Bastianello   | Vis Pesaro         | fine prestito                                              |
| P        | Victor De Lucia     |                    | svincolato                                                 |
| P        | Federico Ravaglia   | Bologna            | prestito                                                   |
| D        | Mattia Tonetto      | Cesena             | fine prestito                                              |
| D        | Francesco Verde     | Birkirkara         | fine prestito                                              |
| D        | Luka Krajnc         | Fortuna Düsseldorf | fine prestito                                              |
| D        | Andrea Beghetto     | Pisa               | fine prestito                                              |
| D        | Pietro Giordani     | Fiorentina         | fine prestito                                              |
| D        | Federico Gatti      | Pro Patria         | definitivo                                                 |
| D        | Luka Koblar         | Maribor            | definitivo                                                 |
| D        | Lukas Klitten       | Aalborg            | definitivo                                                 |
| D        | Federico Bevilacqua | Manzanese          | definitivo                                                 |
| D        | Matteo Cotali       |                    | svincolato                                                 |
| D        | Milan Kremenovic    |                    | svincolato                                                 |
| D        | Tiago Casasola      | Lazio              | prestito                                                   |
| C        | Andrea Errico       | Avellino           | fine prestito                                              |
| C        | Andrea Tabanelli    | Pescara            | fine prestito                                              |
| C        | Hamza Haoudi        |                    | svincolato                                                 |
| C        | Luca Garritano      |                    | svincolato                                                 |
| C        | Matteo Ricci        |                    | svincolato                                                 |
| C        | Karlo Lulić         | Slaven Belupo      | definitivo                                                 |
| C        | Emanuele Cicerelli  | Lazio              | prestito                                                   |
| A        | Alexander Satariano |                    | svincolato                                                 |
| A        | Marcello Trotta     | Cosenza            | fine prestito                                              |
| A        | Luca Matarese       | Casertana          | fine prestito                                              |
| A        | Matteo Ardemagni    | Reggiana           | fine prestito                                              |
| A        | Michele Volpe       | Catania            | fine prestito                                              |
| A        | Alessio Zerbin      | Napoli             | prestito                                                   |
| A        | Gabriel Charpentier | Genoa              | prestito con diritto di riscatto e controriscatto          |
| A        | Luigi Canotto       |                    | svincolato                                                 |
| A        | Giacomo Manzari     | Sassuolo           | prestito biennale con diritto di riscatto e controriscatto |

| Cessioni | Cessioni             | Cessioni         | Cessioni                         |
| R.       | Nome                 | a                | Modalità                         |
| -------- | -------------------- | ---------------- | -------------------------------- |
| P        | Alessandro Iacobucci |                  | svincolato                       |
| P        | Francesco Bardi      | Bologna          | definitivo                       |
| P        | Giuseppe Marcianò    | Monterosi Tuscia | prestito                         |
| P        | Thomas Vettorel      | Carrarese        | prestito                         |
| D        | Lorenzo Ariaudo      |                  | svincolato                       |
| D        | Marco Capuano        |                  | svincolato                       |
| D        | Alessandro Salvi     |                  | svincolato                       |
| D        | Luigi Vitale         |                  | svincolato                       |
| D        | Riccardo Baroni      |                  | svincolato                       |
| D        | Francesco Verde      |                  | svincolato                       |
| D        | Marcos Curado        | Genoa            | fine prestito                    |
| D        | Andrea Beghetto      | Pisa             | riscatto del cartellino          |
| D        | Mattia Tonetto       | Monterosi Tuscia | prestito                         |
| D        | Luka Krajnc          |                  | svincolato                       |
| C        | Grīgorīs Kastanos    | Juventus         | fine prestito                    |
| C        | Marco Carraro        | Atalanta         | fine prestito                    |
| C        | Andrea Errico        | Viterbese        | prestito                         |
| C        | Mattia Vitale        | Pro Vercelli     | definitivo                       |
| A        | Vincenzo Millico     | Torino           | fine prestito                    |
| A        | Enrico Brignola      | Sassuolo         | fine prestito                    |
| A        | Michele Volpe        | Viterbese        | prestito                         |
| A        | Hide Vitalucci       | Pergolettese     | prestito                         |
| A        | Piotr Parzyszek      | Pogoń Stettino   | prestito con diritto di riscatto |
| A        | Pierluca Luciani     | Monterosi Tuscia | prestito                         |
| A        | Luca Matarese        | Imolese          | prestito                         |
| A        | Marcello Trotta      | Triestina        | definitivo                       |

### Trasferimenti dopo la sessione estiva
| Acquisti | Acquisti        | Acquisti | Acquisti   |
| R.       | Nome            | da       | Modalità   |
| -------- | --------------- | -------- | ---------- |
| P        | Stefano Minelli |          | svincolato |

### Sessione invernale (dal 3/1 al 31/1)
| Acquisti | Acquisti            | Acquisti         | Acquisti                         |
| R.       | Nome                | da               | Modalità                         |
| -------- | ------------------- | ---------------- | -------------------------------- |
| P        | Giuseppe Marcianò   | Monterosi Tuscia | fine prestito                    |
| D        | Adrian Leon Barišić | Osijek           | prestito con diritto di riscatto |
| D        | Sergio Kalaj        | Carrarese        | definitivo                       |
| D        | Anthony Oyono       | Boulogne         | definitivo                       |
| D        | Federico Gatti      | Juventus         | prestito                         |
| D        | Jacopo Gelli        | Aglianese        | definitivo                       |
| C        | Andrea Errico       | Viterbese        | fine prestito                    |
| C        | Marko Bozic         | Radomlje         | definitivo                       |
| A        | Michele Volpe       | Viterbese        | fine prestito                    |

| Cessioni | Cessioni            | Cessioni         | Cessioni                           |
| R.       | Nome                | a                | Modalità                           |
| -------- | ------------------- | ---------------- | ---------------------------------- |
| P        | Victor De Lucia     | Feralpisalò      | prestito                           |
| P        | Paolo Bastianello   | Siena            | definitivo                         |
| D        | Luka Koblar         | Potenza          | prestito                           |
| D        | Federico Bevilacqua | Carrarese        | prestito                           |
| D        | Federico Gatti      | Juventus         | definitivo                         |
| D        | Tiago Casasola      | Lazio            | fine prestito                      |
| D        | Jacopo Gelli        | AlbinoLeffe      | definitivo con diritto di recompra |
| C        | Andrea Errico       | Monterosi Tuscia | prestito                           |
| C        | Mirko Gori          | Alessandria      | prestito con diritto di riscatto   |
| C        | Raffaele Maiello    | Bari             | prestito con obbligo di riscatto   |
| A        | Pietro Iemmello     | Catanzaro        | prestito                           |
| A        | Michele Volpe       | Vibonese         | prestito                           |
| A        | Matteo Ardemagni    | Siena            | definitivo                         |
| A        | Alexander Satariano | Pergolettese     | prestito                           |

## Risultati

### Serie B

#### Girone di andata
| Arbitro: | Irrati (Pistoia) |

|                            |           |                    |
| Zerbin 31’ Charpentier 89’ | Marcatori | 41’ Tutino 52’ Man |

| Arbitro: | Minelli (Varese) |

|  |           |                              |
|  | Marcatori | 47’ Ciano 79’ (rig.) Maiello |

| Frosinone 11 settembre 2021, ore 14:00 CEST 3ª giornata | Frosinone           | 0 – 0 referto | Perugia | Stadio Benito Stirpe (5 594 spett.)\| Arbitro: \| Gariglio (Pinerolo) \| |
| Arbitro:                                                | Gariglio (Pinerolo) |               |         |                                                                          |

| Arbitro: | Marcenaro (Genova) |

|  |           |                          |
|  | Marcatori | 15’ Garritano 31’ Rohdén |

| Arbitro: | Dionisi (L'Aquila) |

|                         |           |                          |
| Zampano 38’ Canotto 43’ | Marcatori | 11’ Bertagnoli 90’ Moreo |

| Reggio Calabria 25 settembre 2021, ore 16:15 CEST 6ª giornata | Reggina         | 0 – 0 referto | Frosinone | Stadio Oreste Granillo (5 034 spett.)\| Arbitro: \| Sozza (Seregno) \| |
| Arbitro:                                                      | Sozza (Seregno) |               |           |                                                                        |

| Arbitro: | Meraviglia (Pistoia) |

|  |           |              |
|  | Marcatori | 54’ Okwonkwo |

| Arbitro: | Fourneau (Roma) |

|                    |           |                |
| G. Gori 20’ (rig.) | Marcatori | 71’ Novakovich |

| Arbitro: | Maggioni (Lecco) |

|                        |           |             |
| Gatti 32’ M. Ricci 48’ | Marcatori | 65’ Bidaoui |

| Arbitro: | Cosso (Reggio Calabria) |

|               |           |                   |
| Chiarello 54’ | Marcatori | 90+7’ Charpentier |

| Arbitro: | Abbattista (Molfetta) |

|                                   |           |                    |
| Charpentier 45+3’ Cicerelli 90+3’ | Marcatori | 45+1’ (rig.) Marić |

| Arbitro: | Marchetti (Ostia Lido) |

|              |           |                                                |
| Di Serio 78’ | Marcatori | 35’, 45+3’ Lulić 50’ Charpentier 75’ Cicerelli |

| Frosinone 20 novembre 2021, ore 14:00 CET 13ª giornata | Frosinone        | 0 – 0 referto | Lecce | Stadio Benito Stirpe (7 883 spett.)\| Arbitro: \| Fabbri (Ravenna) \| |
| Arbitro:                                               | Fabbri (Ravenna) |               |       |                                                                       |

| Arbitro: | Rapuano (Rimini) |

|                        |           |                           |
| Charpentier 74’, 90+6’ | Marcatori | 48’ Barison 86’ Cambiaghi |

| Arbitro: | Camplone (Pescara) |

|                |           |                 |
| D. Ciofani 55’ | Marcatori | 58’ Charpentier |

| Arbitro: | Cosso (Reggio Calabria) |

|                 |           |               |
| Charpentier 17’ | Marcatori | 51’ Pettinari |

| Arbitro: | Pezzuto (Lecce) |

|                                                        |           |                          |
| Carlos Augusto 70’ Ciurria 87’ Mazzitelli 90+2’ (rig.) | Marcatori | 53’ Garritano 62’ Zerbin |

| Arbitro: | Marchetti (Ostia Lido) |

|                                  |           |  |
| Zerbin 33’, 38’ Gatti 45+1’, 71’ | Marcatori |  |

| Arbitro: | Cosso (Reggio Calabria) |

|               |           |                                |
| Marsura 45+1’ | Marcatori | 46’, 71’ Zerbin 85’ Novakovich |

#### Girone di ritorno
| Arbitro: | Di Martino (Teramo) |

|  |           |               |
|  | Marcatori | 72’ Cicerelli |

| Arbitro: | Giacomelli (Trieste) |

|                             |           |  |
| Gatti 44’ Pasini 48’ (aut.) | Marcatori |  |

| Arbitro: | Serra (Torino) |

|                               |           |  |
| De Luca 15’, 89’ Olivieri 23’ | Marcatori |  |

| Arbitro: | Marini (Roma) |

|             |           |                         |
| Zampano 37’ | Marcatori | 28’ Gliozzi 43’ Iōannou |

| Arbitro: | Abbattista (Molfetta) |

|                         |           |                       |
| Tramoni 45+1’ Proia 90’ | Marcatori | 34’ Ciano 88’ Canotto |

| Arbitro: | Meraviglia (Pistoia) |

|                                       |           |  |
| Charpentier 48’ Ciano 68’ Canotto 89’ | Marcatori |  |

| Arbitro: | Santoro (Messina) |

|                               |           |  |
| Beretta 20’, 42’ Tounkara 25’ | Marcatori |  |

| Arbitro: | Maggioni (Lecco) |

|                        |           |  |
| Charpentier 83’ (rig.) | Marcatori |  |

| Arbitro: | Serra (Torino) |

|             |           |            |
| Bidaoui 20’ | Marcatori | 84’ Boloca |

| Arbitro: | Colombo (Como) |

|                                      |           |  |
| Barišić 37’ Zerbin 74’ Canotto 90+1’ | Marcatori |  |

| Arbitro: | Gariglio (Pinerolo) |

|                              |           |  |
| Marić 15’ (rig.) Golemić 48’ | Marcatori |  |

| Arbitro: | Ghersini (Genova) |

|                                   |           |  |
| M. Ricci 15’ Vogliacco 56’ (aut.) | Marcatori |  |

| Arbitro: | Guida (Torre Annunziata) |

|          |           |  |
| Coda 40’ | Marcatori |  |

| Arbitro: | Serra (Torino) |

|                        |           |  |
| Deli 13’ Cambiaghi 82’ | Marcatori |  |

| Arbitro: | Abisso (Palermo) |

|                               |           |               |
| Canotto 22’ (rig.) Zerbin 37’ | Marcatori | 17’ Buonaiuto |

| Arbitro: | Robilotta (Sala Consilina) |

|                                                           |           |                                                                |
| Proietti 21’ Minelli 27’ (aut.) Palumbo 47’ Pettinari 77’ | Marcatori | 10’ Rohdén 37’ (aut.) Bogdan 64’ Gatti 90+6’ (rig.) Novakovich |

| Arbitro: | Chiffi (Padova) |

|                                                           |           |               |
| Ciano 37’ Zerbin 40’ Di Gregorio 49’ (aut.) Canotto 90+1’ | Marcatori | 13’ Dany Mota |

| Arbitro: | Aureliano (Bologna) |

|                                          |           |  |
| Dickmann 8’ Pinato 12’ Sal. Esposito 88’ | Marcatori |  |

| Arbitro: | Rapuano (Rimini) |

|                    |           |                        |
| Leverbe 65’ (aut.) | Marcatori | 16’ Pușcaș 20’ Sibilli |

### Coppa Italia
| Arbitro: | Prontera (Bologna) |

|                                                                              |                      |                                                                           |
| Di Mariano 101’ (rig.)                                                       | Marcatori            | 93’ M. Gori                                                               |
| Sigurðsson Heymans Di Mariano Tessman Vacca Ceccaroni Johnsen Caldara Ebuehi | Tiri di rigore 8 – 7 | Ciano Maiello Zampano Iemmello Vitale N. Brighenti Szymiński Zerbin Gatti |

## Statistiche

### Statistiche di squadra
Statistiche aggiornate al 6 maggio 2022.
| Competizione | Punti | In casa | In casa | In casa | In casa | In casa | In casa | In trasferta | In trasferta | In trasferta | In trasferta | In trasferta | In trasferta | Totale | Totale | Totale | Totale | Totale | Totale | DR  |
| Competizione | Punti | G       | V       | N       | P       | Gf      | Gs      | G            | V            | N            | P            | Gf           | Gs           | G      | V      | N      | P      | Gf     | Gs     | DR  |
| ------------ | ----- | ------- | ------- | ------- | ------- | ------- | ------- | ------------ | ------------ | ------------ | ------------ | ------------ | ------------ | ------ | ------ | ------ | ------ | ------ | ------ | --- |
| Serie B      | 58    | 19      | 10      | 6       | 3       | 34      | 16      | 19           | 5            | 7            | 7            | 24           | 29           | 38     | 15     | 13     | 10     | 58     | 45     | +13 |
| Coppa Italia | -     | 0       | 0       | 0       | 0       | 0       | 0       | 1            | 0            | 1            | 0            | 1            | 1            | 1      | 0      | 1      | 0      | 1      | 1      | 0   |
| Totale       | -     | 19      | 10      | 6       | 3       | 34      | 16      | 20           | 5            | 8            | 7            | 25           | 30           | 39     | 15     | 14     | 10     | 59     | 46     | +13 |

### Andamento in campionato
| Giornata  | 1  | 2 | 3 | 4 | 5 | 6 | 7 | 8  | 9 | 10 | 11 | 12 | 13 | 14 | 15 | 16 | 17 | 18 | 19 | 20 | 21 | 22 | 23 | 24 | 25 | 26 | 27 | 28 | 29 | 30 | 31 | 32 | 33 | 34 | 35 | 36 | 37 | 38 |
| --------- | -- | - | - | - | - | - | - | -- | - | -- | -- | -- | -- | -- | -- | -- | -- | -- | -- | -- | -- | -- | -- | -- | -- | -- | -- | -- | -- | -- | -- | -- | -- | -- | -- | -- | -- | -- |
| Luogo     | C  | T | C | T | C | T | C | T  | C | T  | C  | T  | C  | C  | T  | C  | T  | C  | T  | T  | C  | T  | C  | T  | C  | T  | C  | T  | C  | T  | C  | T  | T  | C  | T  | C  | T  | C  |
| Risultato | N  | V | N | V | N | N | P | N  | V | N  | V  | V  | N  | N  | N  | N  | P  | V  | V  | V  | V  | P  | P  | N  | V  | P  | V  | N  | V  | P  | V  | P  | P  | V  | N  | V  | P  | P  |
| Posizione | 10 | 5 | 7 | 6 | 5 | 7 | 8 | 10 | 7 | 7  | 6  | 5  | 4  | 4  | 7  | 8  | 10 | 8  | 7  | 7  | 5  | 6  | 6  | 8  | 7  | 8  | 7  | 7  | 7  | 8  | 7  | 8  | 8  | 8  | 8  | 8  | 8  | 9  |

Fonte:  CLASSIFICA SERIE B 21/22, su legab.it.
Legenda:

Luogo: C = Casa; T = Trasferta. Risultato: V = Vittoria; N = Pareggio; P = Sconfitta.

### Statistiche dei giocatori
Sono in corsivo i calciatori che hanno lasciato la società a stagione in corso.
| Giocatore      | Serie B  | Serie B | Serie B     | Serie B    | Coppa Italia | Coppa Italia | Coppa Italia | Coppa Italia | Totale   | Totale | Totale      | Totale     |
| Giocatore      | Presenze | Reti    | Ammonizioni | Espulsioni | Presenze     | Reti         | Ammonizioni  | Espulsioni   | Presenze | Reti   | Ammonizioni | Espulsioni |
| -------------- | -------- | ------- | ----------- | ---------- | ------------ | ------------ | ------------ | ------------ | -------- | ------ | ----------- | ---------- |
| F. Ravaglia    | 27       | -30     | 0           | 0          | 1            | -1           | 0            | 0            | 28       | -31    | 0           | 0          |
| A. Oyono       | 2        | 0       | 0           | 0          | 0            | 0            | 0            | 0            | 2        | 0      | 0           | 0          |
| L. Klitten     | 0        | 0       | 0           | 0          | 0            | 0            | 0            | 0            | 0        | 0      | 0           | 0          |
| S. Kalaj       | 2        | 0       | 0           | 0          | 0            | 0            | 0            | 0            | 2        | 0      | 0           | 0          |
| M. Gori        | 3        | 0       | 0           | 0          | 1            | 1            | 0            | 0            | 4        | 1      | 0           | 0          |
| F. Gatti       | 35       | 5       | 13          | 1          | 1            | 0            | 0            | 0            | 36       | 5      | 13          | 1          |
| M. Rohdén      | 22       | 2       | 6           | 0          | 1            | 0            | 1            | 0            | 23       | 2      | 7           | 0          |
| R. Maiello     | 13       | 1       | 3           | 0          | 1            | 0            | 0            | 0            | 14       | 1      | 3           | 0          |
| G. Charpentier | 22       | 10      | 5           | 0          | 0            | 0            | 0            | 0            | 22       | 10     | 5           | 0          |
| P. Iemmello    | 1        | 0       | 0           | 0          | 1            | 0            | 0            | 0            | 2        | 0      | 0           | 0          |
| F. Zampano     | 33       | 2       | 7           | 0          | 1            | 0            | 0            | 0            | 34       | 2      | 7           | 0          |
| P. Bastianello | 0        | -0      | 0           | 0          | 0            | -0           | 0            | 0            | 0        | -0     | 0           | 0          |
| M. Vitale      | 0        | 0       | 0           | 0          | 1            | 0            | 0            | 0            | 1        | 0      | 0           | 0          |
| H. Haoudi      | 4        | 0       | 0           | 0          | 0            | 0            | 0            | 0            | 4        | 0      | 0           | 0          |
| L. Garritano   | 32       | 2       | 4           | 0          | 0            | 0            | 0            | 0            | 32       | 2      | 4           | 0          |
| E. Cicerelli   | 31       | 3       | 4           | 0          | 0            | 0            | 0            | 0            | 31       | 3      | 4           | 0          |
| A. Novakovich  | 29       | 3       | 3           | 0          | 0            | 0            | 0            | 0            | 29       | 3      | 3           | 0          |
| A. Tribuzzi    | 28       | 0       | 3           | 0          | 1            | 0            | 0            | 0            | 29       | 0      | 3           | 0          |
| A. Satariano   | 2        | 0       | 0           | 0          | 0            | 0            | 0            | 0            | 2        | 0      | 0           | 0          |
| D. Boloca      | 36       | 1       | 8           | 0          | 1            | 0            | 0            | 0            | 37       | 1      | 8           | 0          |
| V. De Lucia    | 0        | -0      | 0           | 0          | 0            | -0           | 0            | 0            | 0        | -0     | 0           | 0          |
| G. Marcianò    | 0        | -0      | 0           | 0          | 0            | -0           | 0            | 0            | 0        | -0     | 0           | 0          |
| N. Brighenti   | 9        | 0       | 2           | 0          | 1            | 0            | 1            | 0            | 10       | 0      | 3           | 0          |
| A. Zerbin      | 31       | 9       | 6           | 0          | 1            | 0            | 0            | 0            | 32       | 9      | 6           | 0          |
| P. Szymiński   | 32       | 0       | 7           | 1          | 1            | 0            | 0            | 0            | 33       | 0      | 7           | 1          |
| K. Lulić       | 26       | 2       | 4           | 0          | 0            | 0            | 0            | 0            | 26       | 2      | 4           | 0          |
| L. Canotto     | 35       | 6       | 4           | 0          | 1            | 0            | 0            | 0            | 36       | 6      | 4           | 0          |
| C. Ciano       | 33       | 4       | 8           | 0          | 1            | 0            | 0            | 0            | 34       | 4      | 8           | 0          |
| M. Cotali      | 31       | 0       | 13          | 0          | 0            | 0            | 0            | 0            | 31       | 0      | 13          | 0          |
| F. Bevilacqua  | 0        | 0       | 0           | 0          | 0            | 0            | 0            | 0            | 0        | 0      | 0           | 0          |
| M. Ardemagni   | 0        | 0       | 0           | 0          | 0            | 0            | 0            | 0            | 0        | 0      | 0           | 0          |
| S. D'Elia      | 0        | 0       | 0           | 0          | 0            | 0            | 0            | 0            | 0        | 0      | 0           | 0          |
| A. Tabanelli   | 0        | 0       | 0           | 0          | 0            | 0            | 0            | 0            | 0        | 0      | 0           | 0          |
| L. Koblar      | 0        | 0       | 0           | 0          | 0            | 0            | 0            | 0            | 0        | 0      | 0           | 0          |
| A. Selvini     | 1        | 0       | 1           | 0          | 0            | 0            | 0            | 0            | 1        | 0      | 1           | 0          |
| M. Kremenovic  | 0        | 0       | 0           | 0          | 0            | 0            | 0            | 0            | 0        | 0      | 0           | 0          |
| A. Barišić     | 12       | 1       | 4           | 0          | 0            | 0            | 0            | 0            | 12       | 1      | 4           | 0          |
| A. Maestrelli  | 1        | 0       | 0           | 0          | 0            | 0            | 0            | 0            | 1        | 0      | 0           | 0          |
| M. Bozic       | 1        | 0       | 0           | 0          | 0            | 0            | 0            | 0            | 1        | 0      | 0           | 0          |
| G. Manzari     | 12       | 0       | 1           | 0          | 0            | 0            | 0            | 0            | 12       | 0      | 1           | 0          |
| M. Ricci       | 31       | 2       | 11          | 0          | 0            | 0            | 0            | 0            | 31       | 2      | 11          | 0          |
| S. Minelli     | 11       | -15     | 0           | 0          | 0            | -0           | 0            | 0            | 11       | -15    | 0           | 0          |
| T. Casasola    | 11       | 0       | 1           | 0          | 0            | 0            | 0            | 0            | 11       | 0      | 1           | 0          |

## Giovanili

### Organigramma
Area direttiva
- Responsabile settore giovanile: Alessandro Frara

Area tecnica
- Allenatore Primavera: Giorgio Gorgone
- Allenatore Under-17: David Di Michele
- Allenatore Under-16: Luca Galuppi
- Allenatore Under-15: Alessio Mizzoni

### Piazzamenti

#### Primavera
- Campionato: 2º posto (promosso in Primavera 1 dopo i play-off)
- Coppa Italia: Trentaduesimi di finale